# Storklinten (vintersportanläggning)
Storklinten är en vintersportort belägen utanför Svartlå i Bodens kommun, grundad 1969. Där finns  elva nedfarter, tre liftar och restaurangen Storklinten.